# 余上華
余上華（1827年—1892年），字芾臣，號黼丞，陝西興安府平利縣（今陝西省平利縣）人，清朝政治人物、進士出身。

## 生平
道光二十九年（1849年），余上華鄉試中舉；咸豐六年（1856年），登進士，分兵部主事。同治元年因捻軍攻破城池，父親余輝遠巷戰陣亡。因為父報仇，跟隨征討平定捻軍，補職方司主事、陞員外郎、晉郎中。同治十三年，轉任監察御史。光緒三年，掌浙江道監察御史。光緒五年，任戶科給事中。光緒六年，擔任貴州遵義府知府。光緒十一年，署貴州大定府知府。光緒十二年，署貴州貴陽府知府。光緒十三年，署貴州銅仁府知府。光緒十八年，病故漢陽縣。